# Dobroe
Dobroe (in russo Доброе?) è un villaggio della Russia europea, situato nell'oblast' di Lipeck; è il centro amministrativo del distretto Dobrovskij.
Si trova sulle rive del fiume Voronež.